# Julia Michaels

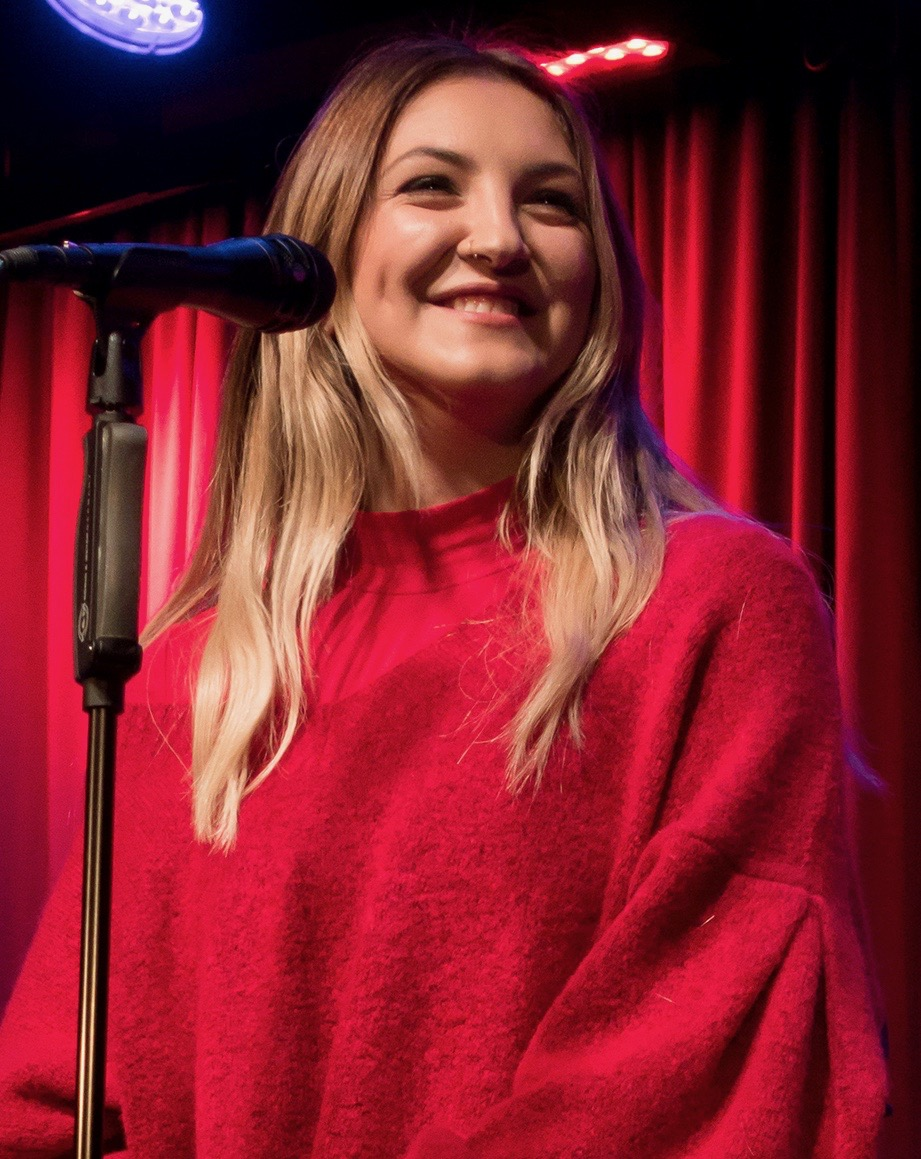
Julia Michaels, 2017

Julia Michaels (* 13. November 1993 in Davenport, Iowa; eigentlicher Name Julia Carin Cavazos) ist eine US-amerikanische Popsängerin und Songwriterin.

## Karriere
Julia Michaels wurde in Iowa im Mittleren Westen der USA geboren, aufgewachsen ist sie aber in Santa Clarita in Kalifornien. In ihrer Kindheit schrieb sie Texte und Gedichte, musikalisch stand sie aber im Schatten ihrer älteren Schwester. Mit 16 begleitete sie sie bei Demoaufnahmen und traf dort eine Songwriterin, die sie zum Schreiben von Liedern ermutigte. Ihr Einstieg war die Disney-Serie Austin & Ally, für die sie einen Song einreichte. Sie arbeitete als Songwriterin für andere Musiker, oft zusammen mit Joleen Belle und Lindy Robbins und später mit Justin Tranter. Einer ihrer ersten Erfolge, an denen sie beteiligt war, war der Song Miss Movin’ On von Fifth Harmony, ein Charthit in den USA. Sie schrieb unter anderem für Demi Lovato, Fifth Harmony, Selena Gomez, Gwen Stefani, Hailee Steinfeld, John Legend, Shawn Mendes, Kelly Clarkson und Rita Ora. Auch an Sorry von Justin Bieber hatte sie Anteil, das Lied war ein internationaler Tophit und unter anderem in USA und Großbritannien Nummer eins.
2015 trat sie erstmals auch als Sängerin in Erscheinung, als sie bei Zedd und Jason Derulo als Gastsängerin auf ihren Alben mitwirkte. Im Jahr darauf nahm sie mit dem norwegischen DJ Kygo den Song Carry Me auf und stand mit ihm bei der Abschlussfeier der Olympischen Spiele in Rio de Janeiro auf der Bühne. Das Lied kam in Norwegen in die Charts. Anfang 2017 wurde sie vom Billboard-Magazin als Artist to Watch genannt, kurz bevor ihre erste eigene Single Issues erschien. Sie wurde ein internationaler Charthit und erreichte unter anderem in Norwegen und Australien die Top 5. Am 28. Juli 2017 erschien ihre EP Nervous System.

## Diskografie
Studioalben

| Jahr | Titel Musiklabel                                  | Höchstplatzierung, Gesamtwochen, AuszeichnungChartplatzierungen (Jahr, Titel, Musiklabel, Platzierungen, Wochen, Auszeichnungen, Anmerkungen) | Höchstplatzierung, Gesamtwochen, AuszeichnungChartplatzierungen (Jahr, Titel, Musiklabel, Platzierungen, Wochen, Auszeichnungen, Anmerkungen) | Höchstplatzierung, Gesamtwochen, AuszeichnungChartplatzierungen (Jahr, Titel, Musiklabel, Platzierungen, Wochen, Auszeichnungen, Anmerkungen) | Höchstplatzierung, Gesamtwochen, AuszeichnungChartplatzierungen (Jahr, Titel, Musiklabel, Platzierungen, Wochen, Auszeichnungen, Anmerkungen) | Höchstplatzierung, Gesamtwochen, AuszeichnungChartplatzierungen (Jahr, Titel, Musiklabel, Platzierungen, Wochen, Auszeichnungen, Anmerkungen) | Anmerkungen                          |
| Jahr | Titel Musiklabel                                  | DE | AT | CH | UK | US | Anmerkungen                          |
| ---- | ------------------------------------------------- | --- | --- | --- | --- | --- | ------------------------------------ |
| 2021 | Not in Chronological Order Republic Records (UMG) | — | — | — | — | US183 (1 Wo.)US | Erstveröffentlichung: 30. April 2021 |